# Magyar Műfordítók Egyesülete
A Magyar Műfordítók Egyesülete (rövidítve:MEGY) független szakmai érdekvédelmi szervezet. A 2003 szeptemberében alakult egyesület a minőségi műfordítás iránt elkötelezett műfordítókat tömöríti. 
Az egyesületnek 210 tagja van (2016-os adat)[forrás?] kb. 150 tagot számlált (2010-es adat). A MEGY egyfelől szakmai fórumot biztosít a fordítóknak, másfelől igyekszik érdekvédelmi szerepkört is felvállalni, és az európai társszervezetekkel vállvetve küzd a műfordítók és a fordításirodalom szakmai és anyagi megbecsüléséért.
Az egyesület igyekszik elismerést szerezni a magyar műfordításnak. Ennek érdekében támogatja a fordítók továbbképzését és harcol az olcsó, gyenge minőségű fordítások elterjedése ellen s ezzel javítva a szakma méltányosabb anyagi értékelését is.
A MEGY tagja a Műfordítói Egyesületek Európai Tanácsának, a CEATL-nak (Conseil Européen des Associations de Traducteurs Littéraires). Az egyesület kapcsolatot tart külföldi társszervezetekkel, többek között a görög, spanyol és cseh műfordítókkal.
Az egyesület 2020. szeptember 3-i közgyűlésén új elnökséget választottak. Az addigi elnök, Ádám Anikó helyett a szervezet elnöke Nádori Lídia, tiszteletbeli elnöke Nádasdy Ádám lett.